# BattleTech
BattleTech — товарный знак и наименование серии продуктов, объединяющих в себе литературу, настольные и компьютерные игры о научно-фантастической Вселенной далёкого будущего (XXV—XXXII века), в основе которой лежат битвы на Боевых машинах — Мехах (англ. Mech)).

## История серии

### Создание серии
Серия была создана в 1984 году корпорацией FASA (англ. FASA Corporation), первым продуктом серии была настольная тактическая игра (варгейм) под оригинальным названием BattleDroids, но вскоре игра была переиздана под названием BattleTech. В серию входят как оригинальная настольная игровая система Classic BattleTech, так и многочисленные дополнения, детализирующие отдельные аспекты вселенной (ролевая игра, игровая система для крупномасштабных сражений, серия коллекционных карт и т. п.). Вместе с развитием игровой вселенной появлялись и новые продукты: мультипликационный сериал, видеоигры и игры для персональных компьютеров (серия компьютерных игр MechWarrior). Информационная поддержка игроков обеспечивалась в том числе серией литературных произведений.

### Издание серии в России
В России игровая вселенная появилась в 90-х годах XX века в виде изданных издательством «Армада» (а впоследствии «Дрофа») художественных произведений серии на русском языке. Другие продукты серии на русском языке официально никогда не выпускались.
В 2020 г. российский издатель Hobby Games получил права на локализацию обновлённого стартера настольной игры изданного Catalyst Game Lab в 2019 г. под названием «BATTLETECH: A GAME OF ARMORED COMBAT», в России эта коробка поступила в продажу 23 октября 2020 года под названием «BATTLETECH: настольная игра».

### Современное состояние франшизы
В 2001 г. корпорация FASA продала права на системы BattleTech и Shadowrun компании WizKids, однако уже в 2003 г. компания была куплена крупным производителем спортивных карточек — компанией Topps.
С 2001 года оригинальные продукты серии BattleTech под маркой Classic BattleTech выпускала компания FanPro по лицензии предоставленной WizKids. Сама компания WizKids развивала альтернативное направление серии под маркой Mechwarrior: Dark Age, однако, в ноябре 2008 года проект был закрыт.
С 2006 года FanPro был произведён ребрендинг торговой марки Classic Battletech. Была выпущена серия новых руководств, таких, как:
- Total Warfare — новая версия правил.
- TechManual — руководства по постройке мехов.
- Sword and Dragon — стартербук, рассказывающий о столкновении Дэвиона и Куриты.
- Box Set — коробочный набор. Вышел в начале сентября 2007 года.

В июле 2007 WizKids отозвала права на BattleTech и Shadowrun у FanPro и передала их только что созданной кампании Catalyst Game Labs, которая и занимается на настоящий момент развитием серии.
10 ноября 2008 г. Topps, Inc. объявила о том, что закрывает своё подразделение WizKids. Последний анонс на официальном сайте WizKids от 29 января 2009 г. подтверждал закрытие компании, однако 14 сентября 2009 года было анонсировано, что WizKids куплена компанией NECA вместе с правами на ряд игр, среди которых вселенная BattleTech не упомянута. Таким образом лицензии на BattleTech и Shadowrun остались у Catalyst Game Labs.
В январе 2019 года Catalyst Game Labs выпустила коробочный набор для настольной игры «BATTLETECH: A GAME OF ARMORED COMBAT» (код продукта: CAT35020). Коробка включает в себя всё необходимое для настольной игры по правилам Classic Battletech и Battletech: Alfa Strike: книгу правил, карты, миниатюры, листы боевых единиц и прочее.
Так же в 2019 году Catalyst Games запустили кампанию по сбору средств на выпуск большого дополнения BattleTech: Clan Invasion на Kickstarter. Это дополнение включает в себя обновлённые миниатюры Боевых Мехов Кланов, новые карты и руководства. В связи с успехом кампании Catalyst Games существенно расширили перечень продукции, которая будет выпущена. В результате Catalyst Games выпустила в «первой волне» коробочное издание «BattleTech: Clan Invasion» с новой книгой кампании «Битва за Тукаид» (анг. Battle of Tukaiyyd), коробка так же включает новые карты, пять фигурок боевых мехов кланов, карточки пилотов. Так же с «первой волной» были выпущен ряд обновленных фигурок боевых мехов Внутренней Сферы и Кланов, которые можно приобрести отдельно.

## Книги
Вселенной BattleTech посвящены более 100 фантастических романов. Первый из них — «Битва» (Decision at Thunder Rift), написанный Уильямом Кейтом в 1986 году. Последняя книга в классическом сеттинге вышла в 2002 году перед долгим перерывом (до 2017), когда выходили только романы в новом сеттинге Dark Age. В 2017 году к выходу новой игры вселенной BattleTech известный писатель-фантаст и давний поклонник вселенной Майкл Стакпол выпустил цикл из четырёх повестей с общим сюжетом.
В России на русском языке официально изданы около 40 художественных произведений серии. Существуют также переводы энтузиастов-поклонников серии (в том числе, тех книг, которые официально у нас не издавались), выполненные с высоким качеством.

## Настольные игры
- Classic BattleTech — настольный варгейм
- BattleTech: Alpha Strike — настольный варгейм.
- MechWarrior: Dark Age — настольный варгейм, в настоящее время не поддерживается.
- BattleTech CCG — коллекционная карточная игра
- MechWarrior — настольная ролевая игра

## Видеоигры

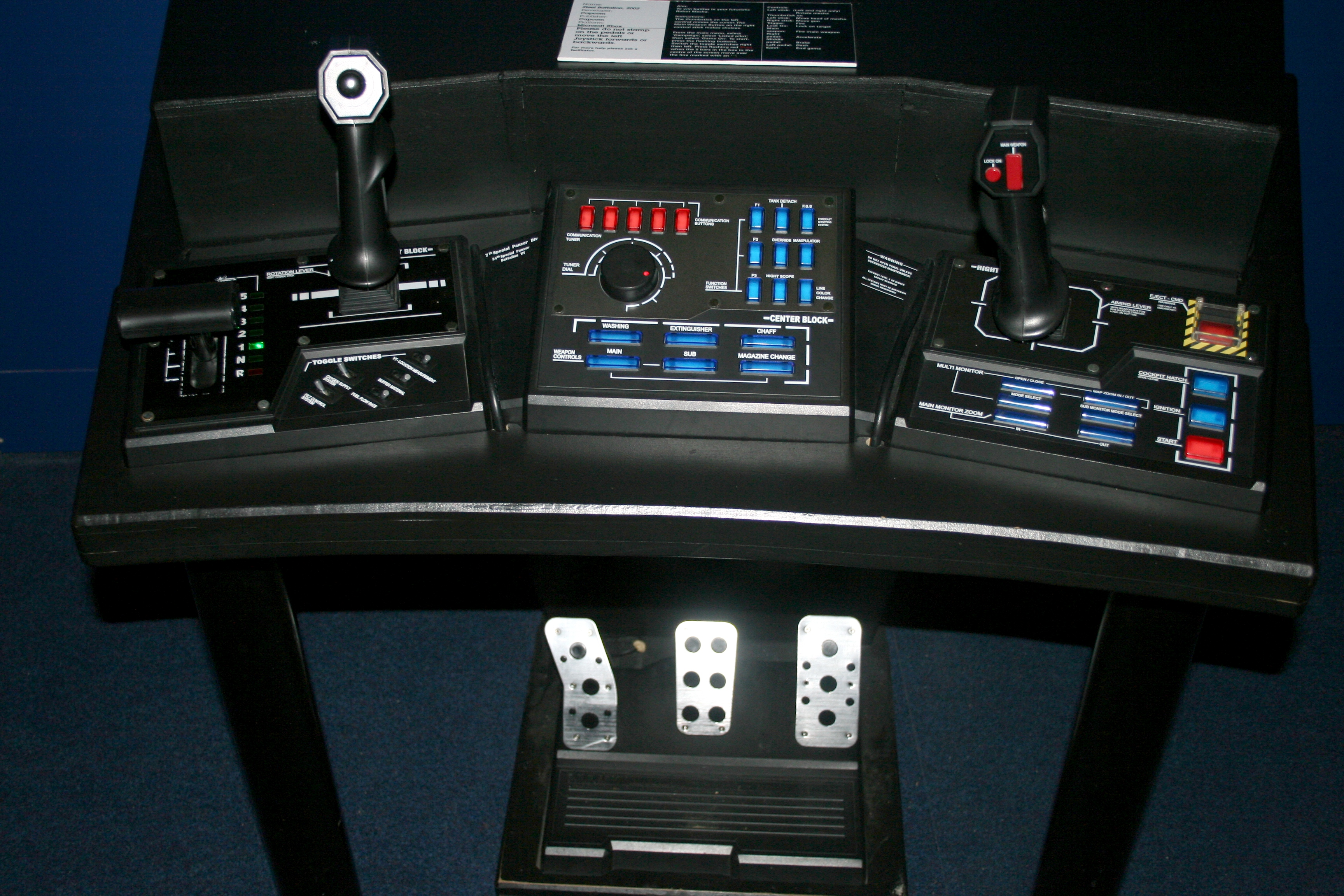
Приборная панель органов управления «Vertical Tank» Control System выпущенная для игры Steel Battalion (возможно подключение к MechWarrior 3 и 4)

Первая видеоигра в рамках франшизы была выпущена в 1988 году. игра получила название Battletech: the crescent hawk’s inception и повествовала о приключениях молодого мехвоина на планете Пасифика. В 1990 был выпущен сиквел: Battletech: the crescent hawk’s revenge.
Отдельно можно выделить обширную серию компьютерных игр MechWarrior по вселенной BattleTech.
Первая игра в серии была выпущена в 1989 году — MechWarrior. Затем вышли MechWarrior 2: 31st Century Combat (1995 год), MechWarrior 3 (1999 год) и MechWarrior 4: Vengeance (в 2000 году). Последняя игра, вместе со своими продолжениями была наиболее коммерчески успешна, с 30 апреля 2010 года MechWarrior 4: Mercenaries распространяется бесплатно.
Разработка MechWarrior 5 длилась около года, после чего была прекращена. Но после этого была выкуплена Piranha Games и выпущена в 2019 году как MechWarrior 5: Mercenaries.
На настоящий момент правами на электронную медиафраншизу MechWarrior обладает компания Smith & Tinker, которая 9 июля 2011 года объявила о перезапуске серии под названием MechWarrior Online, разработанной и официально выпущенной в сентябре 2013 года компанией Piranha Games.
В мае 2015 года компания Harebrained Systems, возглавляемая одним из создателей вселенной BattleTech, Джорданом Вейсманом, анонсировала разработку компьютерной игры название которой BattleTech, события игры будут происходить во вселенной BattleTech, сама игра будет пошаговой стратегией с элементами ролевой игры. 29 сентября 2015 года проект игры появился на сайте Kickstarter где разработчики начали кампанию по привлечению средств для создания игры. Кампания имела успех — только за первый час сборы превысили 250 000 долларов, менее чем за сутки был собран первый миллион. Общая сумма собранных средств на игру на всех краудфаундинговых площадках составила примерно 3 771 645 долларов. 24 апреля 2018 года игра стала доступна для покупки в магазинах Steam, Humble Bundle, GOG и Paradox Interactive.

## Кинематограф
Официальных кинофильмов по BattleTech не выходило.
В 1995 году на канале Fox был показан мультипликационный сериал BattleTech: The Animated Series. Сериал состоял из 13 серий по 23 минуты. Продукт был ориентирован в первую очередь на детскую аудиторию и в связи с низкими рейтингами развития не получил.

## Журнал BattleTechnology
Журнал BattleTechnology (полное название: BattleTechnology. The Magazine of Combat in the 31st Century) издавался в период с 1987 по 1995 год издательством Pacific Rim Publishing Company, был посвящён вымышленной вселенной BattleTech и настольным играм по этой вселенной. Журнал включал в себя игровые сценарии, дополнительные правила, технические характеристики боевых единиц, исторические и текущие события в вымышленной вселенной BattleTech, а также художественные литературные рассказы, которые были одобрены FASA. Журнал являлся официальным источником дополнительных материалов для настольной игры и сетинга BattleTech. Всего было издано 21 рядовых выпусков и 2 специальных.
Несмотря на то, что журнал являлся официальным источником фоновой информации о сетинге BattleTech и материалов для настольной игры, он так и не стал «каноничным» изданием.
Журнал BattleTechnology существует в вымышленной вселенной BattleTech. Упоминания о нём можно встретить на страницах романа «The Dying Time» (глава № 6) и в некоторых технических описаниях (англ. TRO).

## Журнал Shrapnel[13]
Shrapnel — официальный журнал вымышленной вселенной BattleTech. Издание выпускается в электронном и печатном виде, журнал посвящен франшизе BattleTech. Издание является заменой как старого печатного журнала BattleTechnology, так и закрытого сайта BattleCorps fiction. Впервые он был анонсировал в качестве одной из целей во время краудфандинговой кампании Clan Invasion 2019 года на Kickstarster, и цель была достигнута; таким образом, CGL обязалась выпустить не менее четырёх номеров журнала.